# (26209) 1997 RD1
(26209) 1997 RD1  es un asteroide perteneciente al grupo de los asteroides que cruzan la órbita de Marte.
Fue descubierto el 2 de septiembre de 1997 por el equipo del  JPL/GEODSS NEAT desde el observatorio de Haleakala.

## Designación y nombre
Designado provisionalmente como 1997 RD1.

## Características orbitales
1997 RD1 está situado a una distancia media del Sol de 2,672 ua, pudiendo alejarse hasta 3,734 ua y acercarse hasta 1,610 ua. Su excentricidad es 0,397 y la inclinación orbital 13,493 grados. Emplea 1595,29 días en completar una órbita alrededor del Sol.
Las próximas aproximaciones a la órbita de Júpiter ocurrirán el 15 de diciembre de 2038, el 16 de marzo de 2087 y el 16 de agosto de 2121.

## Características físicas
La magnitud absoluta de 1997 RD1 es 15,78.